# Sture Palmgren
Karl Sture Palmgren, född 24 maj 1945, är en svensk kommunalpolitiker (moderat), finansborgarråd i Stockholms stad 1986-1988. Palmgren fick ta över som finansborgarråd mitt under mandatperioden, sedan majoritetsförhållandena i Stockholms kommunfullmäktige hade förändrats genom att Stockholmspartiet inte längre ansåg sig kunna stödja den socialdemokratiska politiken.
Efter tiden som borgarråd har Palmgren haft flera styrelseuppdrag, bland annat som ledamot av styrelsen för Kreab.